# フランス国鉄Z58000形電車
フランス国鉄Z58000形電車（フランスこくてつZ58000がたでんしゃ）は、フランスの国有鉄道であるフランス国鉄が所有する電車。首都・パリと近隣地域を結ぶ近郊系統「RER」向けに開発された2階建て車両で、編成長が異なるZ58500形と共にフランス国鉄からはRER NG（RER Nouvelle Generation）、製造企業からはエクストラポリス・シティデュプレックス（X’Trapolis Cityduplex）とも呼ばれる。

## 概要
パリを中心としたイル＝ド＝フランス地域圏の交通網の近代化の一環として、「RER」向け車両として発表された電車。Z58000形はE線向けの6両編成、Z58500形はD線向けの7両編成である。アルストムとボンバルディア・トランスポーテーション（現：アルストム）との間に2017年1月にZ58000形を56編成＋オプション84編成分、Z58500形を15編成＋オプション110編成分、両形式合計71編成＋オプション184編成分の契約が行われた他、2018年には追加発注が実施され、オプション分を含めて最大371編成を発注可能となった。その後、これらのオプション権を行使する形で2023年に60編成、2024年には「RER NG」を35編成、2025年にも96編成の追加発注が実施されており、同年時点で発注確定分は合計262編成となっている。

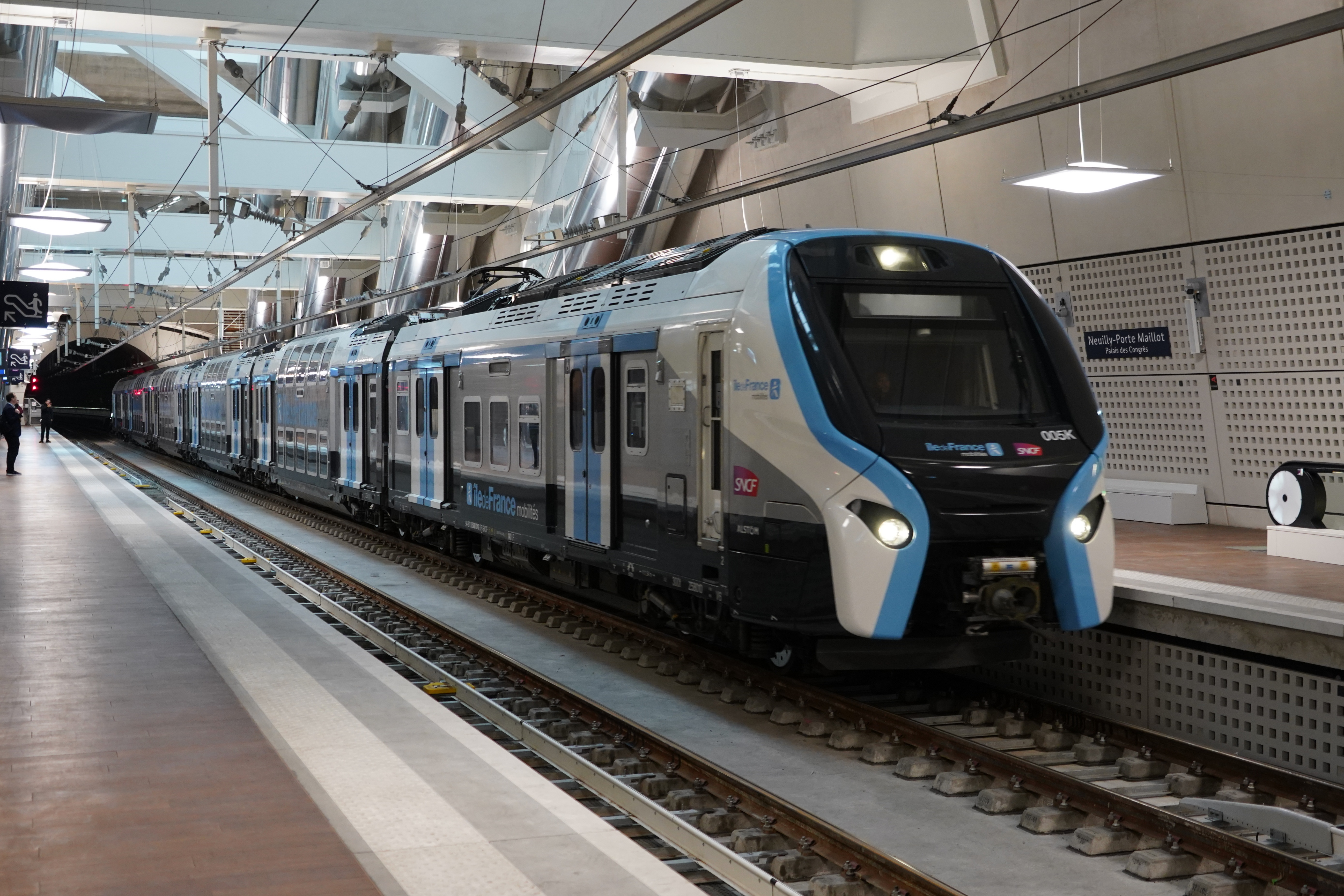
6両編成のZ58000形（2024年撮影）
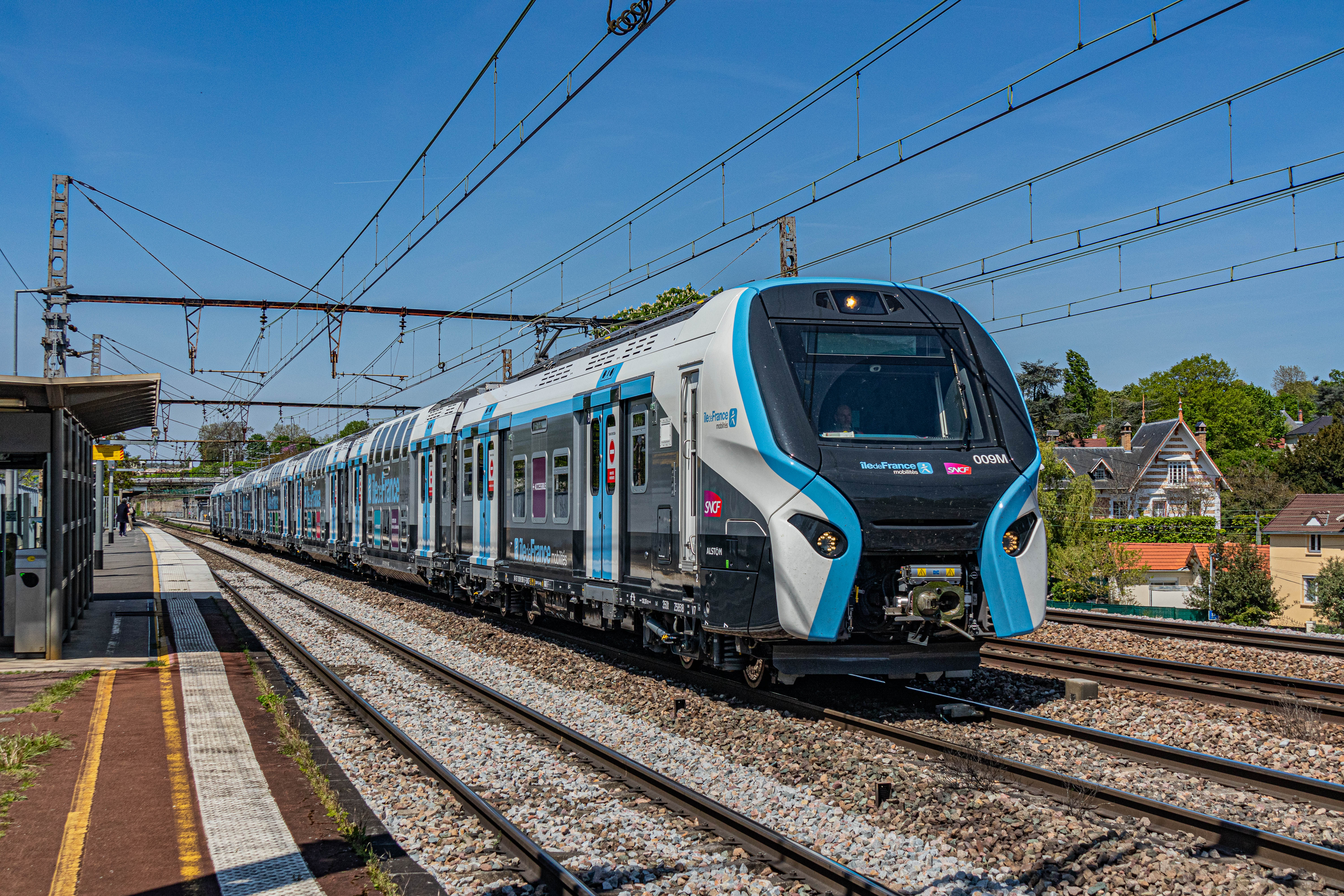
7両編成のZ58500形（2023年撮影）

設計に際しては定員数の増加を念頭に設計されており、先頭車両を除いて2階建て構造となっている他、ラッシュ時には半数以上の座席を折り畳む事でより多くの乗客を収容可能となっている。これにより、既存の車両と比べて15 %（Z58000形）および25 %（Z58500形）定員数が増加している。また、各車両に設置されている乗降扉は幅が1,900 mmと広く、乗客の乗降の迅速化が図られている。車内レイアウトは乗客の利用時間に対応した設計となっており、少数の折り畳み式座席が設けられている乗降扉付近は5分以内、先頭車両や中間車両の1階部分は20分以内の利用を想定している他、中間車両の2階部分は50分以上の長距離輸送を目安としている。また、先頭車両は車椅子スペースを始めバリアフリーに適した構造となっている。車内には冷暖房双方に対応した空調や充電用のUSBポート、情報案内用のスクリーン、監視カメラが搭載されている。更に、自動運転を見据えた列車運行管理・運行支援システム「NExTEO」にも対応可能な構造となっている。

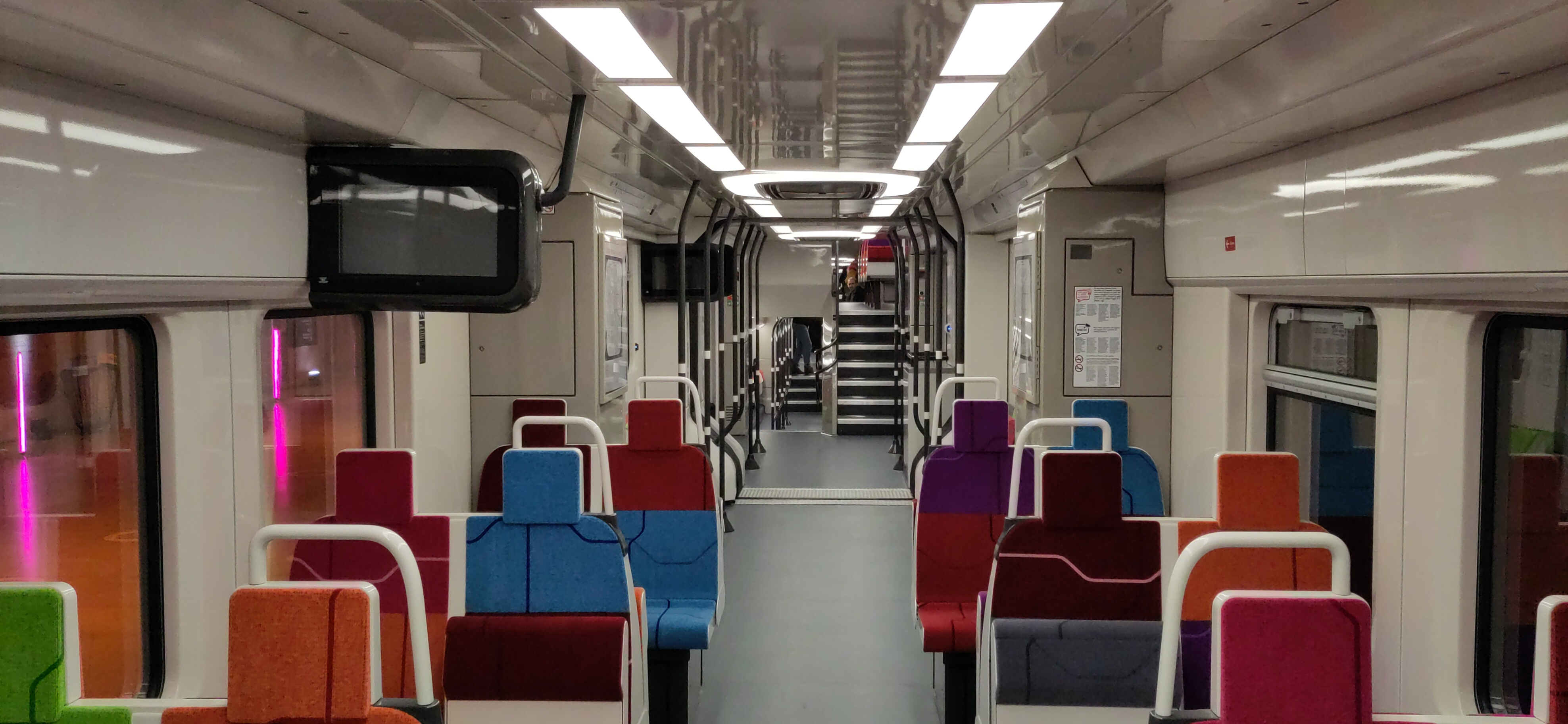
車内（1階建て車両）
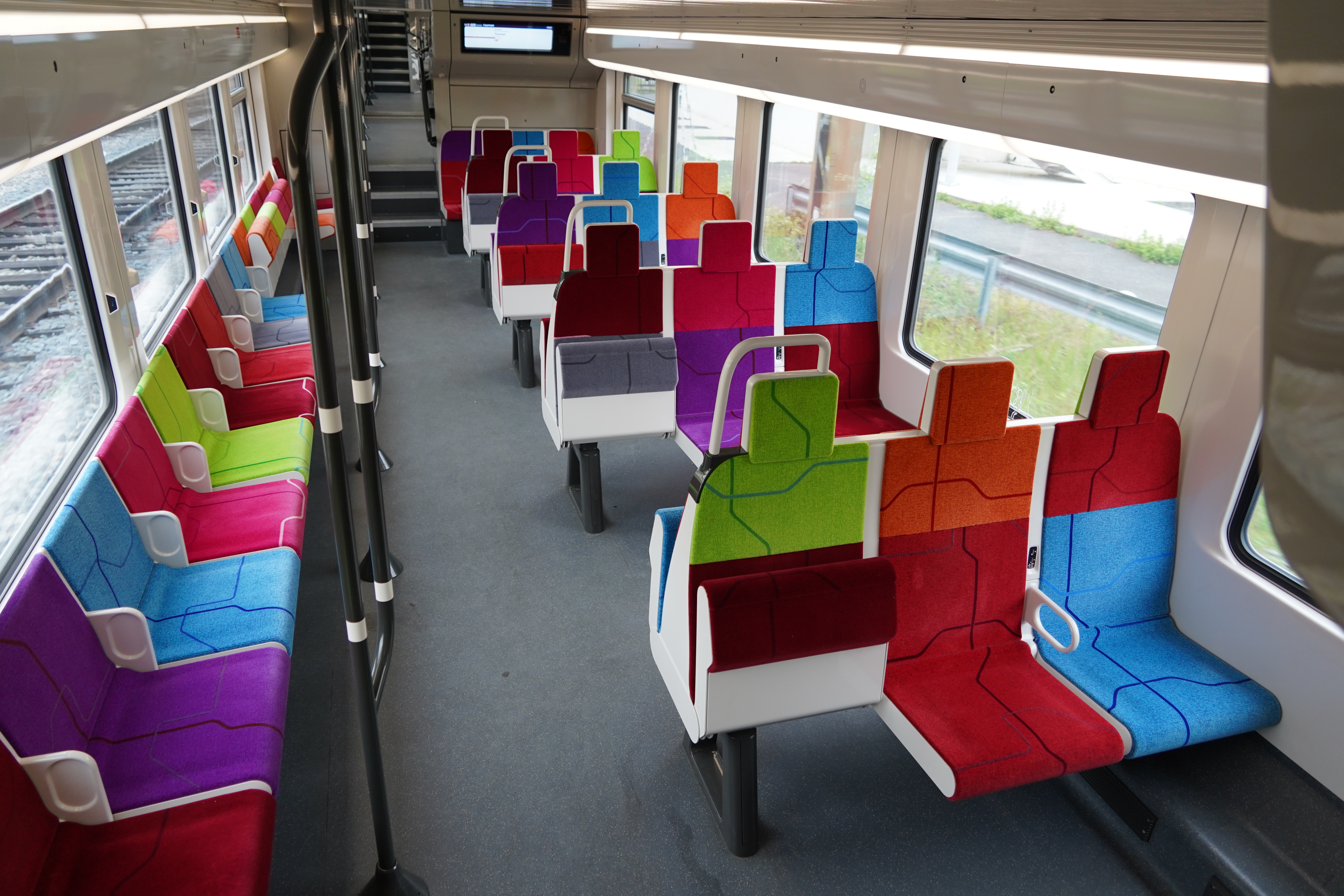
車内（2階建て車両：1階部分）
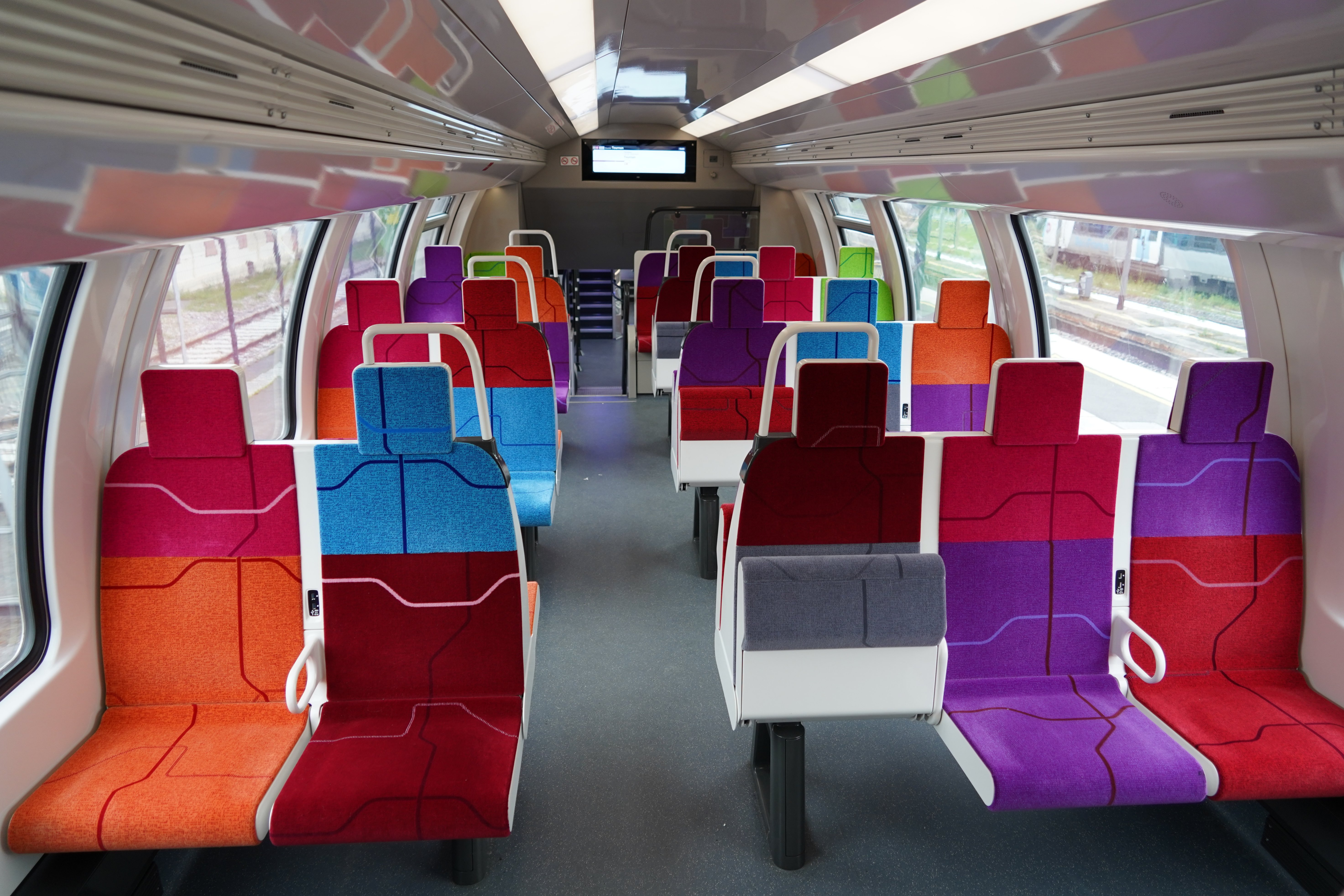
車内（2階建て車両：2階部分）
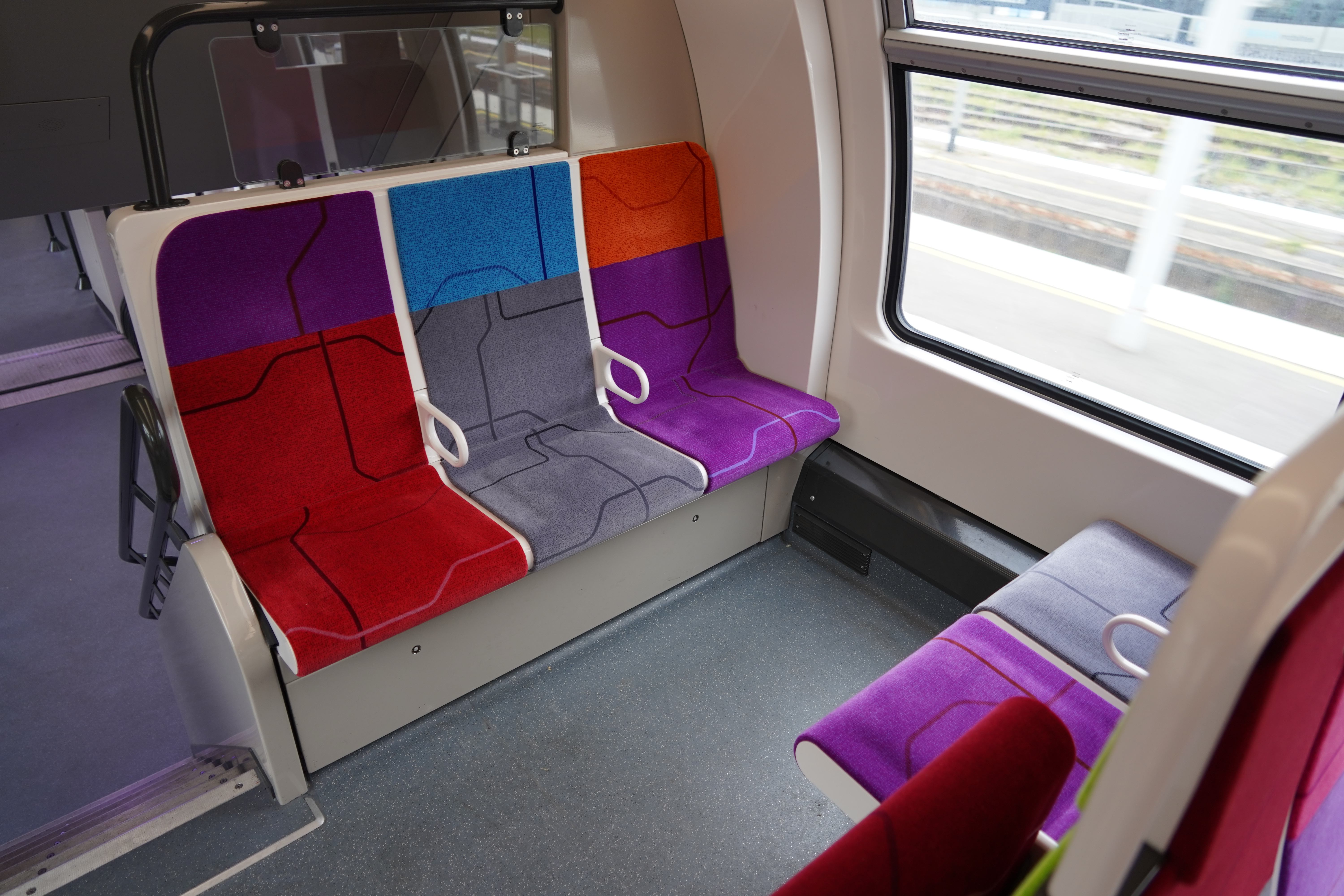
座席は16種類の色がランダムに用いられている
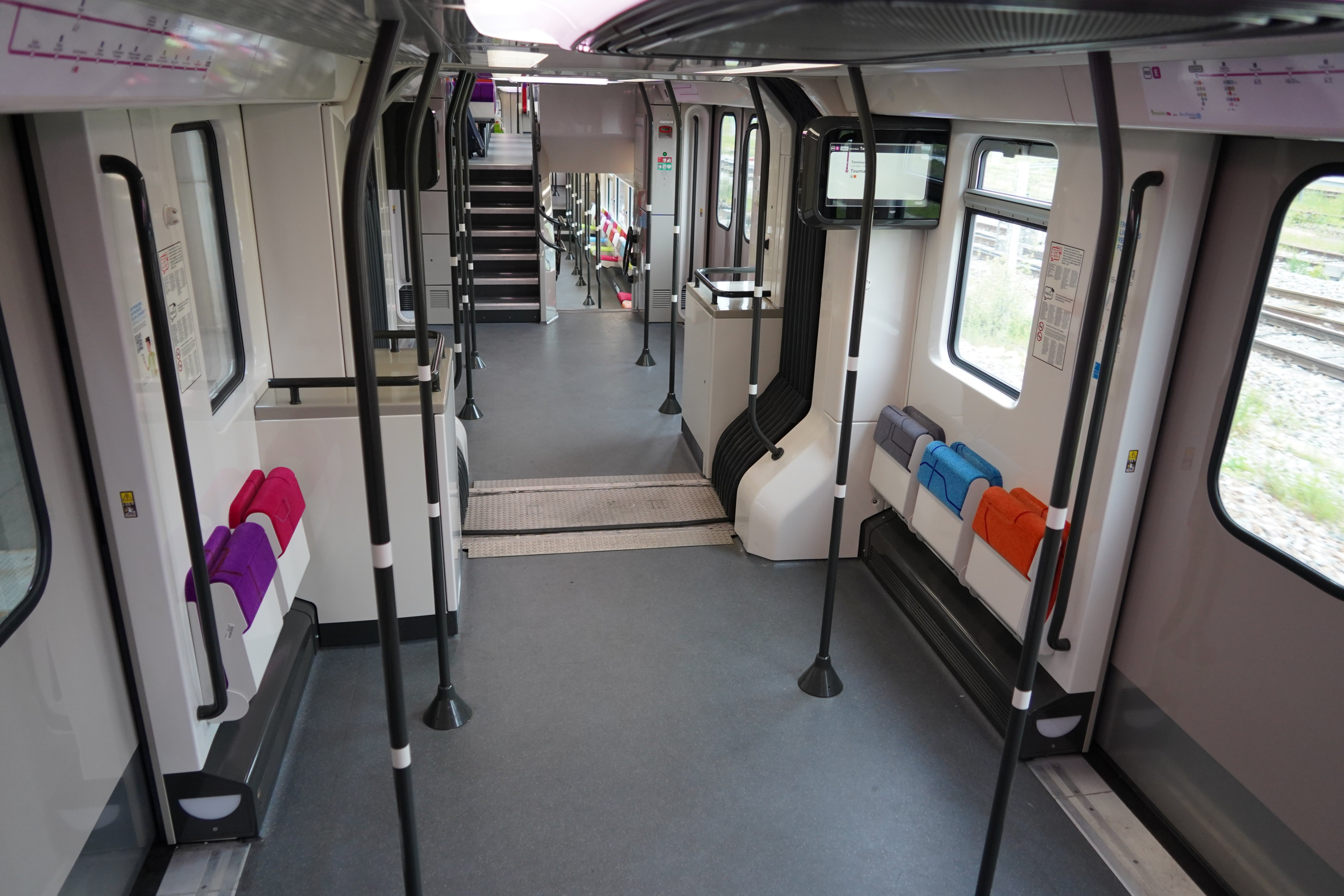
車両間を繋ぐ幅広の貫通路
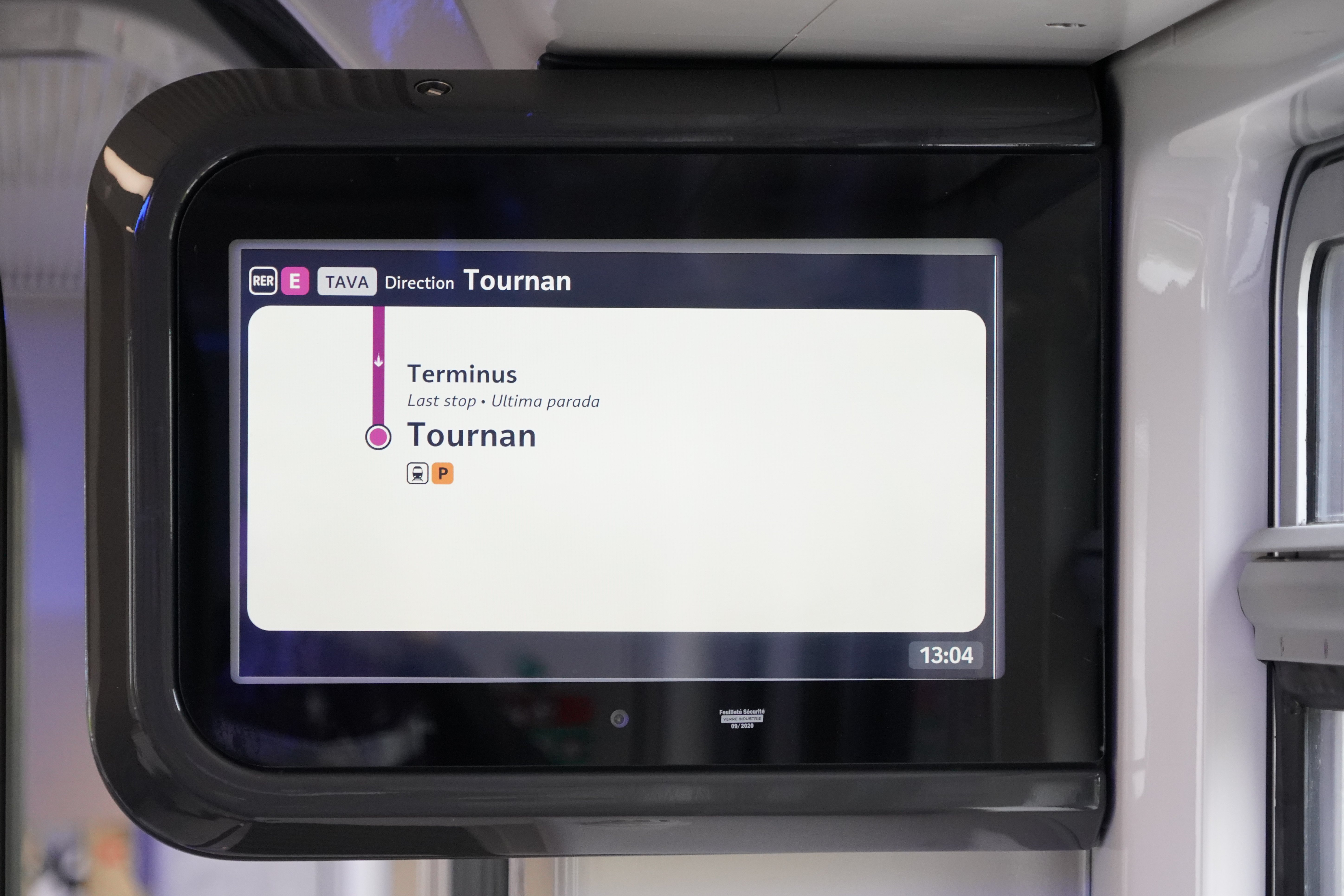
情報スクリーン
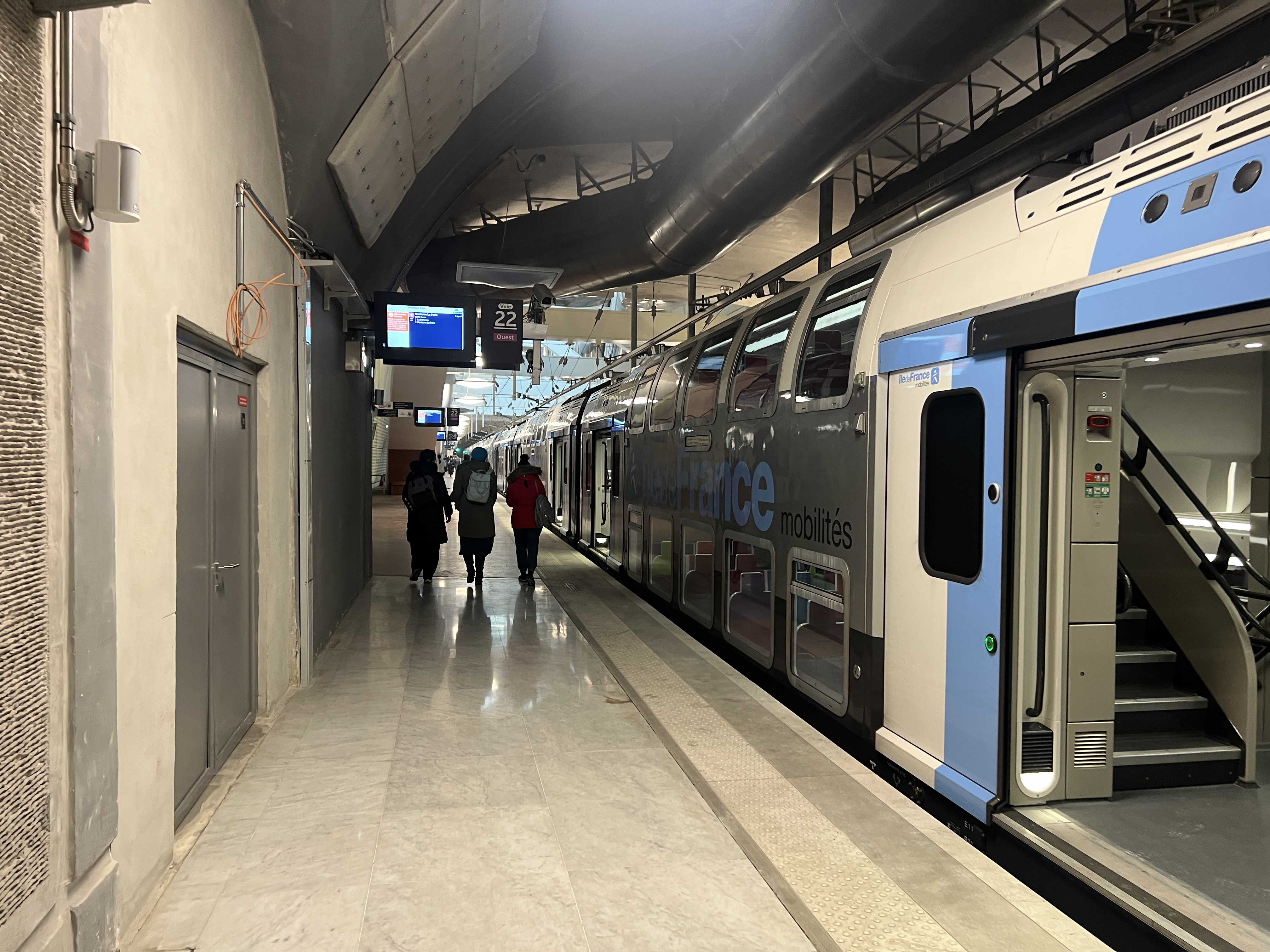
幅広の乗降扉（2024年撮影）

生産は当初ボンバルディア・トランスポーテーションとアルストムで分担され、ボンバルディア側が中間の2階建て車両、アルストムが先頭の1階建て車両を生産したが、2021年にボンバルディアはアルストムに吸収されており、以降は同社が単独で生産を担当している。
契約当初は2021年に営業運転を開始する予定であったが、製造に遅延が生じた結果、試運転は2019年から始まり、2023年11月からE線で営業運転を開始した。続けて翌2024年12月からはD線への投入も行われている。一方、旧型電車が線路に散布する潤滑油によるスリップの多発、搭載したソフトウェアのトラブルなどが多発した事から2025年3月以降一時的に納入が停止する事態が起きたが、その後欠陥の改善が行われた事から同年5月から納入が再開されている。

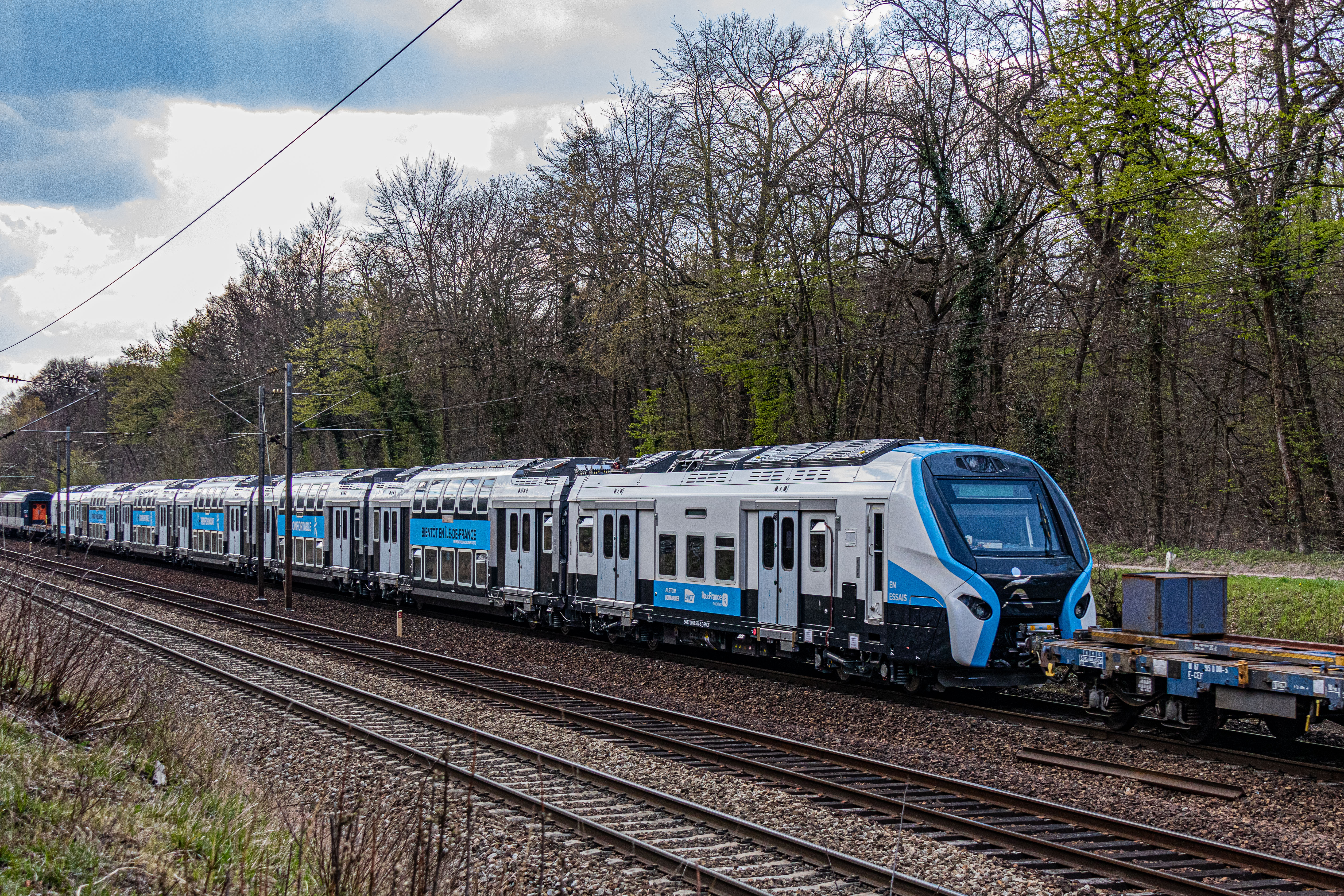
甲種輸送されるZ58500形（2021年撮影）
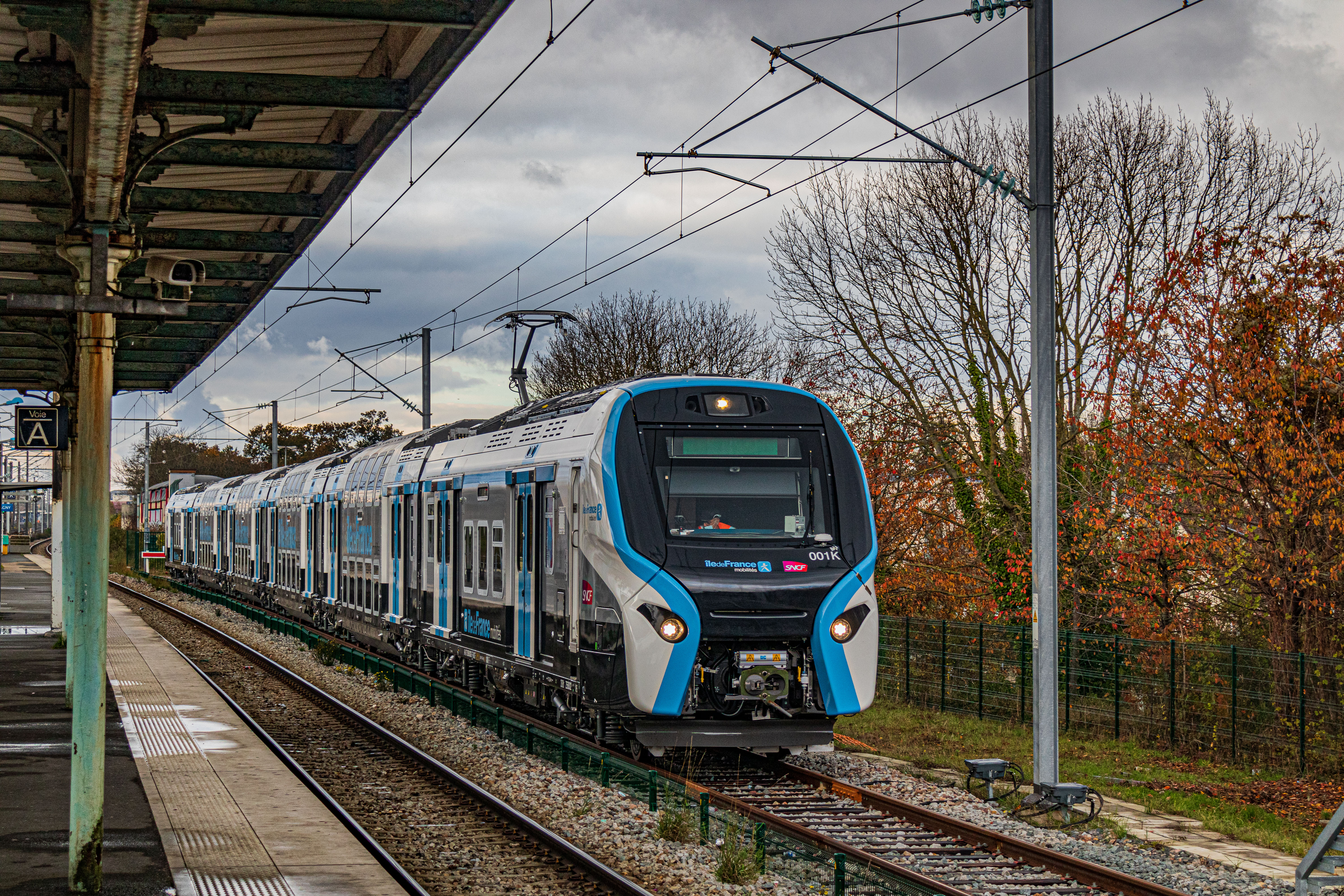
試運転中のZ58000形（2021年撮影）
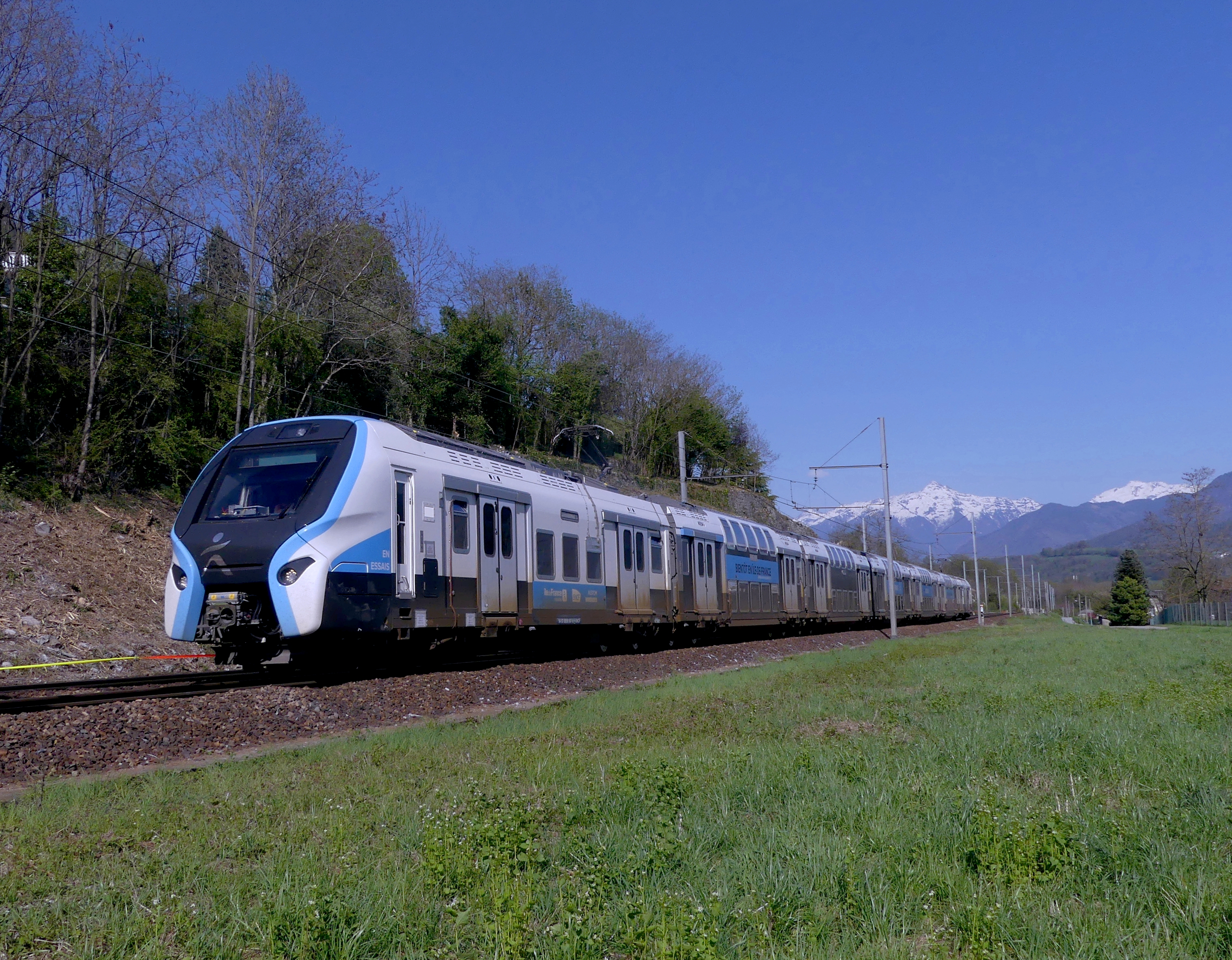
試運転中のZ58500形（2022年撮影）
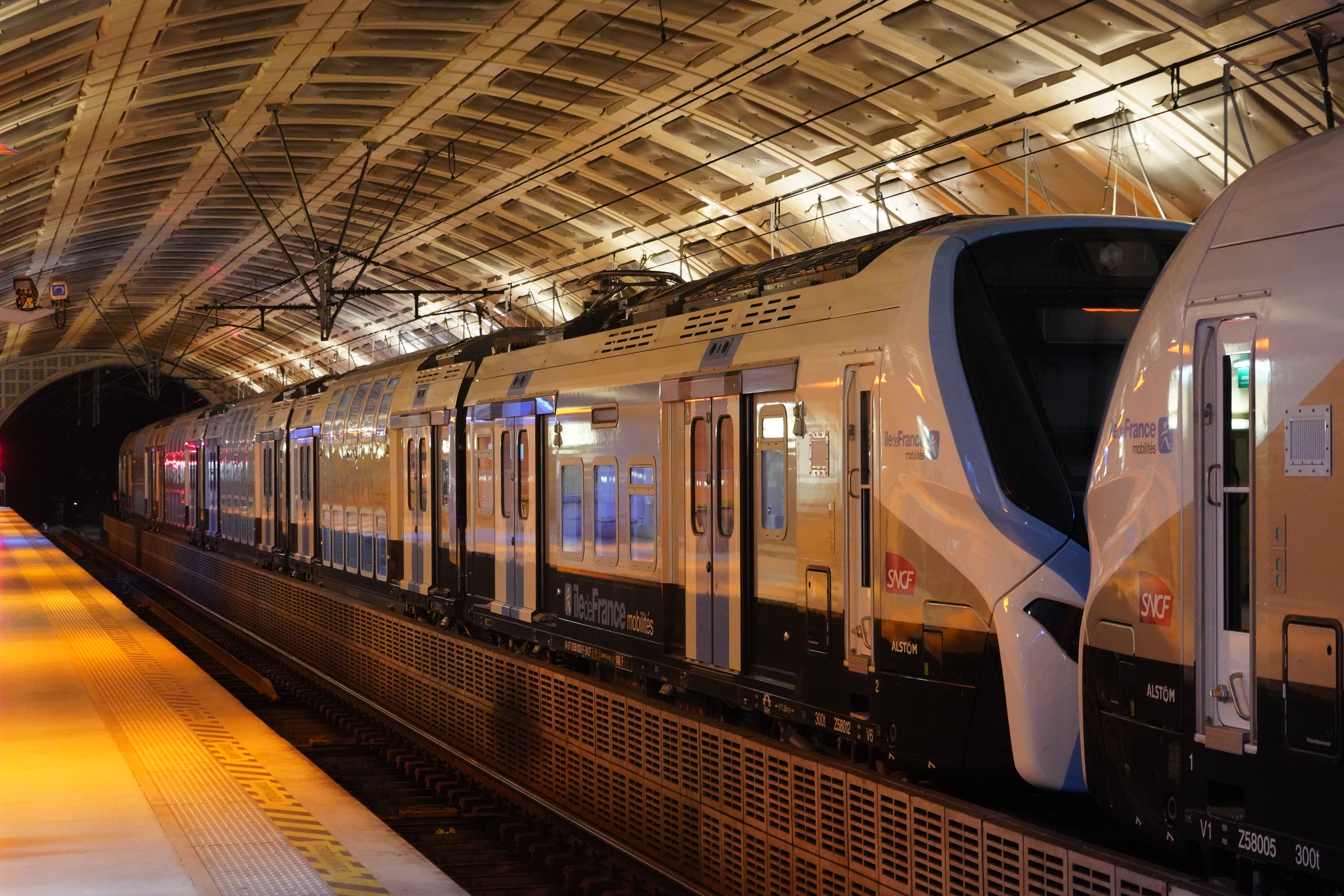
連結運転を行うZ58000形（2024年撮影）